# Kálvária-kápolna (Makó)
A makói Kálvária-kápolna a város legrégebbi épülete. Makó legmagasabb pontján, az ősi szakrális helynek tulajdonított kunhalom, a Kálvária-domb tetején áll. Búcsúnapja Kármelhegyi Boldogasszony napja, július 16. A kápolna műemléki védettséget élvez; törzsszáma a műemlékjegyzékben 2731.

## Története
Jankovich Pál prépost építtette 1734-ben, Boldogságos Szűz Mária hét fájdalmának tiszteletére szentelték föl. A kápolna népies barokk stílusban épült. 1797-ben restaurálták, ekkor épülhetett a szentély alatti kripta, amelynek fala nincs folyamatosan bekötve a kápolna hajójához, és eltérő anyagú téglából is készült. Az épület előtt futó Kálvária utca 1815-ben jött létre, a kápolna körüli kerítés is ekkor készült. Az 1821-es árvíz idején a lakosok a dombra menekültek. 1824-ben a hívek adományából és egyházi támogatásból felújították az épületet. 1844-ben új kerítést építettek, amelynek tégla falazata lefelé szélesedő; a kerítés pillérközeit farostély töltötte ki, és zárható kapuja is farostélyból állt. 1852-ben újabb felújításra került sor. A hét évvel később keletkezett egyházlátogatási jegyzőkönyv szerint a kápolna előtt álló - Jézus és a két lator bádogalakjával ellátott - három fakereszt állapotát már csak közepesnek írja le. 1869-ben készültek el a mai kőkeresztek; Isten dicsőségére építette Börcsög Ferenc és felesége, Varga Ágnes. 1880-ban állítottak klasszicista timpanonnal ellátott stációkat; az állítás költségeit gyűjtésből és magánszemélyek adakozásából fedezték. 1890-ben a kerítés kapuját kovácsoltvasra cserélték, amit Péli István kovácsmester készített. 1945-től megtiltottak az épületben minden ájtatoskodást. 1970-ben dr. Tóth Aladár főorvos, Makó város díszpolgára közreműködésével kőporos, fröcskölt vakolatot kapott a kápolna. Négy évvel később fölújították a kerítést és a stációkat is.
1988–89-ben a belvárosi egyházközség – az Országos Műemléki Felügyelőség anyagi támogatásával – renoválta az épület külsejét: a falakat újravakolták, a vakolathoz pólusképző anyagot (Baurex N) adtak hozzá, majd sárga műanyag alapú festékkel mázolták be a kápolnát. A renoválási munka részeként 1989 tavaszán megtörtént a kápolna műemléki és régészeti föltárása. Ekkor bizonyítást nyert, hogy a kripta fala a kápolna hajójához nincs folyamatosan bekötve, a tégla anyaga is eltérő, tehát nem egyidős a kápolnával, hanem 1797-ben utólagosan épült. A feltárt koporsókból a csontvázak hiányoztak, és megtalálták az oltár alá elfalazott elkülönített fülkében elhelyezett koporsós sírt is. Ez utóbbira a kripta építésekor bukkanhattak, és valószínűleg kegyeletből meghagyták eredeti helyén. A kriptában két különböző korból származó behatolás nyomai voltak láthatóak.
1997. május 2-án Gyulay Endre, a Szeged-Csanádi egyházmegye püspöke hálaadó istentiszteletet tartott, és megáldotta a felújított kápolnát.

## Leírása

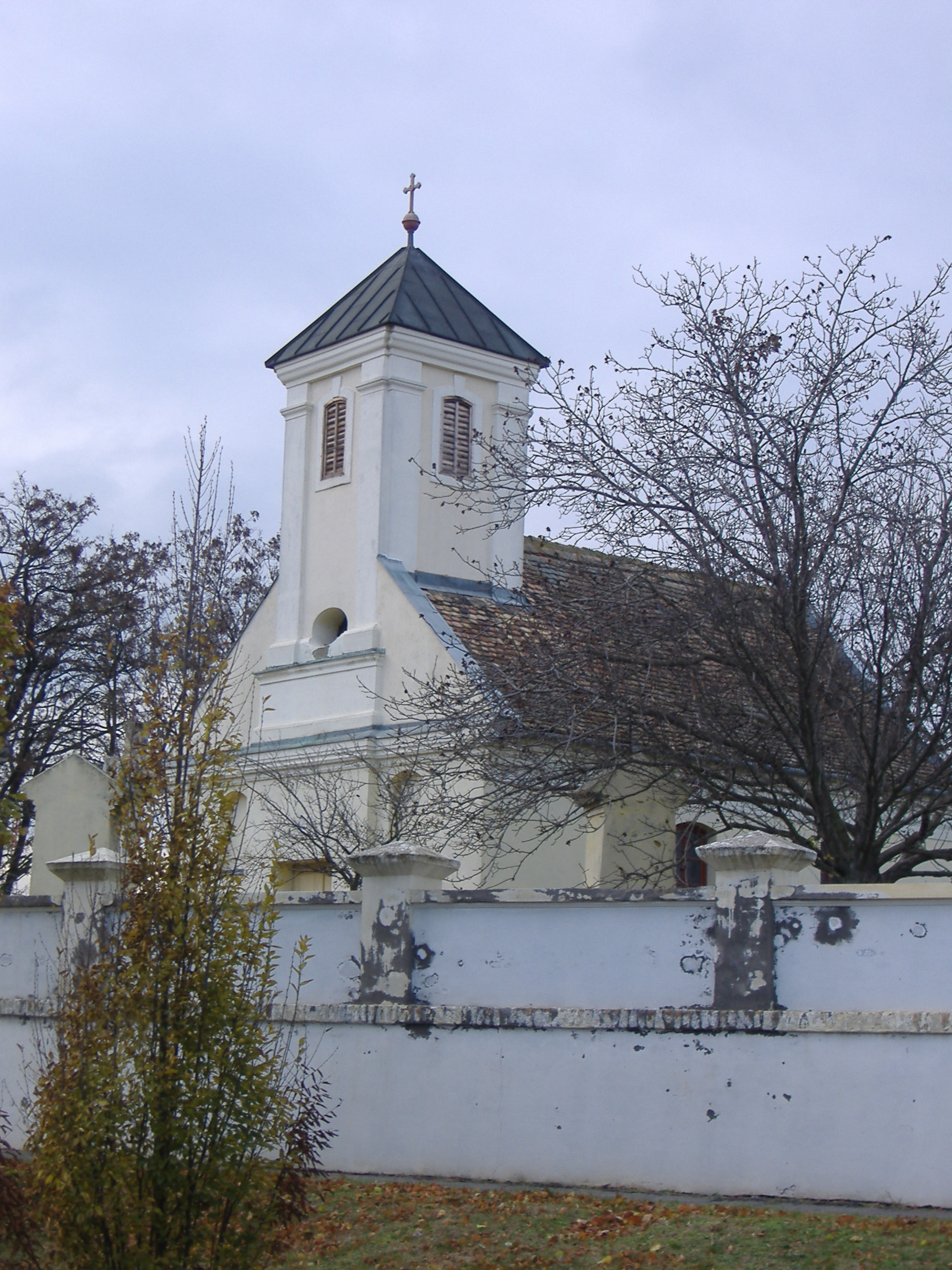
A kápolna oldalnézetből

Az épület egyszerű megjelenésű, mellőzi a barokk pompáját. A főhomlokzaton a torony szélességében középrizalit található. A kápolna koronázópárkánya az utcai fronton erőteljes osztópárkányt alkot; ezt eredetileg dupla sorban rakott hódfarkú cserép fedte. Az épület két szárnya szegmentíves szoborfülkével tagolt. Az oldalhomlokzat teljesen sima, rajta két-két egyrétű, hatszemes, szegmentíves ablak található; üvegezésük eredetileg hatszögű, ónkeretes egységből épült fel. A szentély ablakai kisebb méretűek; apszisában téglából falazott, alul szegmentívű nyílással kiképzett, egyszerűen kivitelezett oltár áll.
A torony vaskos, tömzsi; oldalait a sarkoknál enyhe lábazatú és fejezetű falpillér fogja össze. Négy oldalát szegmentíves, szalagkeretes, zsalugáterrel ellátott ablakok díszítik; közepén rózsaablakhoz hasonló ovális nyílás található. Vízszintes záródású ajtaja kétszárnyú, egyszerű megjelenésű. Belül boltíves pilléreken nyugszik. A toronysisak alacsony, gúla alakú, bádoggal födött, alatta koronázópárkány fut körbe. A hódfarkú cseréppel fedett tető szegélyét a vakolatba rakott cserepek lesimítása adja.
Az épület mennyezetére 1928-ban Sztraka András helyi szobafestő könyöklő angyalokat, a szentélyben szárnyas angyalokat festett. Az 1969. évi fölújításkor ezeket lemeszelték.
Belsejében eredetileg támla nélküli ácsolt padok voltak, a jelenlegi támlásak 1880 körül készültek. Az első padokban elhelyezett templomi zászlók föliratuk szerint 1880-ból valóak, de 1930-ban felújították őket. 1885-ig a belső falakon stációs képek függtek. A kápolna néprajzi értékű szakrális kincse a vitrinben elhelyezett öltöztető Mária-szobor (skapuláré-szobor), és a szentsíri két deszkakatona, amelyek naiv bájjal készültek. Nagycsütörtökön a szentsírt földíszítették, mellé állították a két deszkakatonát; a hívek Húsvétvasárnap hajnali két órakor érkeztek Jézust keresni a sírban, ekkorra a fakatonákat már eltávolították a sír mellől.

## Kapcsolódó személyek
- Antonius Nyéki, a püspökség makói uradalmának pénzbeszedője és Elizabeth Pruszkai, a kápolnában temették el őket 1804-ben.
- Jankovich Pált, az építtető prépostot valószínűleg az eredeti szentély alatt, egy külön elfalazott fülkében temették el.
- A városi szájhagyomány szerint a kápolna kriptáját és Szakáts Gábor, makói föltaláló házát alagút kötötte össze; a szóbeszéd alapja az egyik boltozatos jégverem 1930-as években történő beomlása lehet.

## A kápolna a művészetekben
Az alábbi grafikák és festmények témája a makói Kálvária-kápolna:
- Biró Gábor: Makói kálvária (olajfestmény)
- Földessy Péter: Kálvária-kápolna (akvarell)
- Karsai Ildikó: Kálvária (színesceruza-rajz)
- Kováts Béla: Kálvária (festmény)
- Medgyesi Gábor: Kálvária (ceruzarajz)
- Miklóssy Mária: Kálvária (temperakép)
- Orbán Zita: Kálvária (ceruzarajz)
- Szántó Melánia: Kálvária (linóleummetszet)
- Takács Dezső: Kálvária (linóleummetszet)
- Takács Győző: Golgotha (tollrajz)

Az irodalomban a kápolnáról elnevezett utca Gilitze István P. Makó városának víz által való pusztulásáról című históriájában jelenik meg elsőként („Kálvária utzája a'ki voltál ékes, / A Marus viziben te is voltál részes”), míg Lator László 1976-os, A kezdet című költeményében a Kálvária utca fasora a szépséget szimbolizálja, a költő egyben szembeállítja azt a háború szörnyűségeivel. („A Kálvária utca jegenyéi megint valószínűtlenül ragyonak.”) Jámborné Balog Tünde, a város díszpolgára 1996-os, Emlékszel még Karolára? című elbeszélésében a Kálvária utca a sivár jelent szépíti meg („[..] visszhangzik a régi kiáltás végig a kálvária utcán, és nem akar elhalni, csak zúg, zeng, a lombjuk vesztett jegenyék hajladozni kezdenek, kivilágosodik az ég, óriás képernyő [..]”).
A fényképészetben a kápolnát Szabóky Zsolt 1985-ben megjelent Makó című albumában örökítette meg.